# BRDC International Trophy 1949
BRDC International Trophy 1949 je bila štirinajsta dirka za Veliko nagrado v sezoni 1949. Odvijala se je 20. avgusta 1949.

## Rezultati

### Finale
| Poz | Dirkač                  | Šasija            | Čas/Odstop     |
| --- | ----------------------- | ----------------- | -------------- |
| 1   | Alberto Ascari          | Ferrari 125       | 59:42.6        |
| 2   | Giuseppe Farina         | Ferrari 125       | + 1.8 s        |
| 3   | Luigi Villoresi         | Ferrari 125       | + 36.4 s       |
| 4   | Emmanuel de Graffenried | Maserati 4CLT     | + 36.4 s       |
| 5   | Peter Walker            | ERA E-type        | + 1:24.2       |
| 6   | B. Bira                 | Maserati 4CLT     | + 2:14.0       |
| 7   | Bob Gerard              | ERA B-type        | + 1 krog       |
| 8   | Fred Ashmore            | Maserati 4CLT     | + 1 krog       |
| 9   | Cuth Harrison           | ERA B-type        | + 2 kroga      |
| 10  | Tony Rolt               | Alfa Romeo Aitken | + 2 kroga      |
| 11  | David Hampshire         | ERA C-type        | + 2 kroga      |
| 12  | Johnny Claes            | Talbot-Lago T26C  | + 3 krogi      |
| 13  | Pierre Levegh           | Talbot-Lago T26C  | + 3 krogi      |
| 14  | Gordon Watson           | Alta 69           | + 3 krogi      |
| 15  | Joe Fry                 | Maserati 4CL      | + 3 krogi      |
| 16  | George Nixon            | ERA A-type        | + 3 krogi      |
| 17  | Roy Salvadori           | Maserati 4CL      | + 3 krogi      |
| 18  | David Murray            | Maserati 4CL      | + 4 krogi      |
| 19  | Joe Kelly               | Maserati 6CM      | + 4 krogi      |
| 20  | Geoffrey Crossley       | Alta GP           | + 4 krogi      |
| 21  | Geoff Richardson        | RRA               | + 9 krogov     |
| Ods | John Horsfall           | ERA B-type        | Smrtna nesreča |

### Heats
| Poz | Dirkač           | Čas/Odstop |
| --- | ---------------- | ---------- |
| 1   | B. Bira          | 39:00.2    |
| 2   | Alberto Ascari   | + 0.8 s    |
| 3   | Reg Parnell      | + 43.8 s   |
| 4   | Bob Gerard       |            |
| 5   | Cuth Harrison    |            |
| 6   | St John Horsfall |            |

| Poz | Dirkač                  | Čas/Odstop |
| --- | ----------------------- | ---------- |
| 1   | Giuseppe Farina         | 39:44.4    |
| 2   | Luigi Villoresi         | + 5.2 s    |
| 3   | Emmanuel de Graffenried | + 27.6 s   |
| 4   | Peter Walker            |            |
| 5   | Roy Salvadori           |            |
| 6   | Tony Rolt               |            |